# Taco Pozo

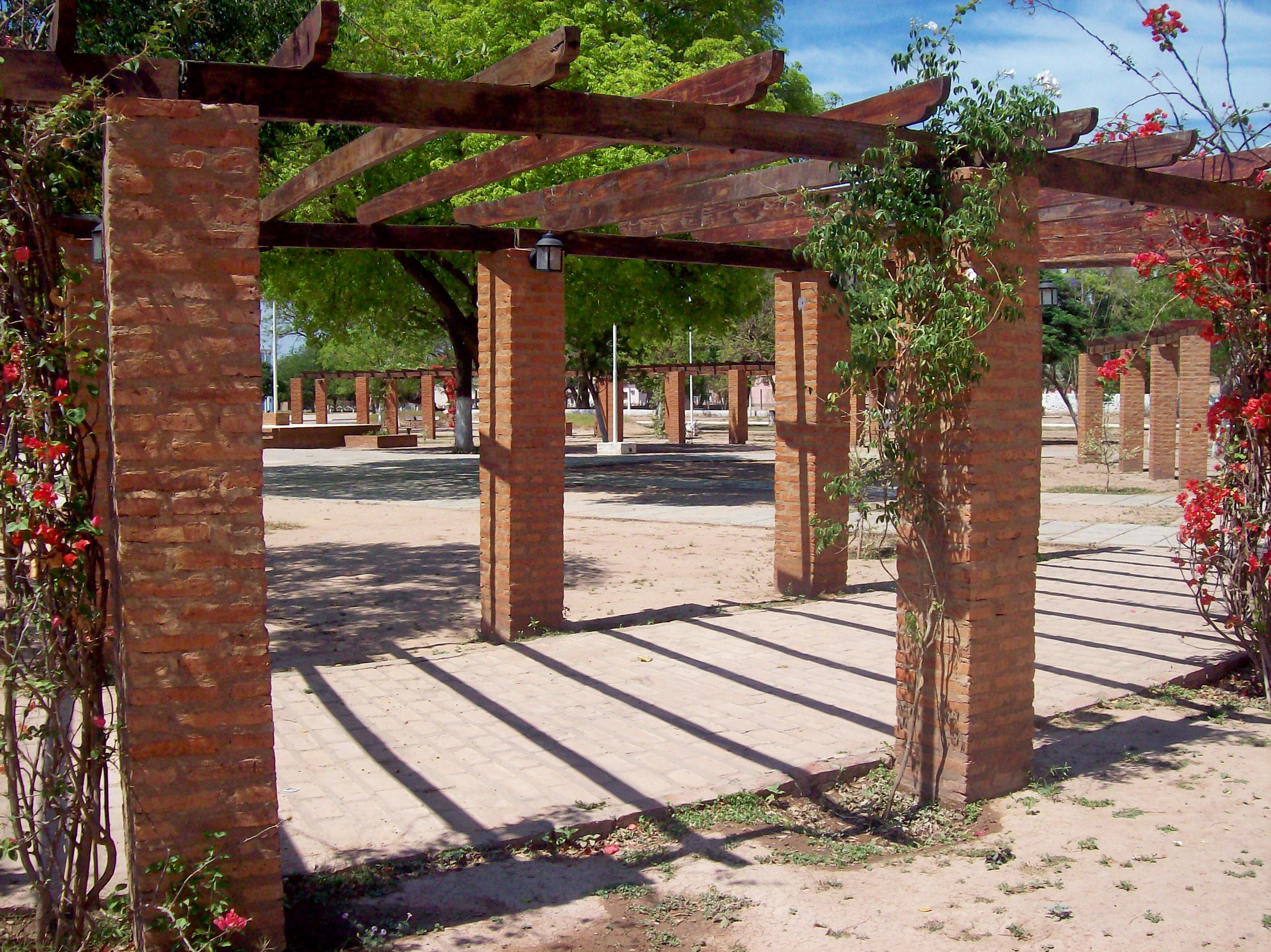
Taco Pozo plaza

Taco Pozo é uma cidade da Argentina, localizada na província de Chaco.